# Francisco de Paula Arrillaga y Garro
Francisco de Paula Arrillaga y de Garro (Pamplona, 2 de abril de 1846-Madrid, 10 de enero de 1920) fue un ingeniero de montes español.
Inspector del Cuerpo de Ingenieros de Montes y Caminos. Fundó en 1875  la Revista forestal, económica y agrícola. En 1882 fue secretario del Ateneo de Madrid y director de la Escuela de Artes y Oficios. Director del Instituto Geográfico y Estadístico (1889). Académico de la Real Academia de Ciencias Exactas, Físicas y Naturales (1988), pronunciando el discurso de ingreso Fundamentos matemáticos de la novísima Metrología de precisión. Profesor de la Escuela Preparatoria de Ingenieros y Arquitectos y miembro permanente de la Asociación Geodésica Internacional.
Fue profesor de ciencias del futuro rey Alfonso XIII de España, por lo que fue nombrado hidalgo de cámara con ejercicio. Estaba casado con la hermana del ministro Joaquín López Puigcerver y en 1918 fue nombrado director general de Comunicaciones, Correos y Telégrafos.

## Obras
- Estudios forestales del Reino de Prusia (1869)
- La producción forestal en la Exposición de Viena (1874)
- Reseña del congreso y Exposición de Geografía de Venecia (1882)
- Valoración de montes (1872)